# Claudio Sanchez
Claudio Paul Sanchez, más conocido como Claudio Sanchez, (Suffern, Nueva York; 12 de marzo de 1978) es el cantante, guitarrista rítmico y principal letrista de la banda neoyorquina de rock progresivo Coheed and Cambria. Además, es escritor y el creador del cómic Amory Wars y Kill Audio. Es también coautor, con Peter David, de la novela gráfica Year Of The Black Rainbow.
Desde 1999 tiene una banda paralela llamada The Prize Fighter Inferno junto a su mujer Chondra Echert.

## Biografía
Hijo de padre puertorriqueño y madre italiana, Claudio creció musicalmente escuchando grupos del panorama rock como Pink Floyd, Led Zeppelin, Thin Lizzy, Black Sabbath o Iron Maiden y grupos de la corriente punk como Misfits. Claudio ha declarado que aprendió a tocar la guitarra con uno de los discos de Misfits, Legacy of Brutality, y también ha estado influido por bandas como The Fall of Troy, en su inclinación hacia el post-hardcore. Tiene estudios superiores de técnico de sonido en la Universidad de Carolina del Norte. 
Antes de 1995, Claudio y Travis Stever tocaban en una banda llamada Toxic Parents. En marzo de 1995, y junto a Nate Kelley y Jon Carleo forman la banda Beautiful Loser. En esa banda Claudio ocupa el puesto de segundo guitarra, ya que Stever era el cantante y guitarrista principal. En junio de 1995 Stever abandona y Claudio lidera la formación y la renombra a Shabütie.
En 2000 vuelve a renombrar la banda con su nombre definitivo Coheed and Cambria. En esta formación Claudio sería el líder junto con Travis Stever (quien volvió en 1999 durante la época de Shabütie) en la guitarra, Michael Todd en el bajo y voces secundarias, y Josh Eppard en batería. El nombre está basado en los cómics que él mismo escribe, The Bag On Line Adventures, que posteriormente pasarían a denominarse The Amory Wars. Los álbumes de la banda son conceptuales y están completamente relacionados con las historietas de los cómics.

## Proyectos paralelos
Claudio formó un proyecto paralelo a Coheed and Cambria en 1999 llamado The Prize Fighter Inferno, de tendencia más folk. Con The Prize Fighter Inferno tiene un álbum, My Brother's Blood Machine, lanzado en 2006 por Equal Vision Records. Este álbum también tiene la característica de ser conceptual y de estar conectado directamente con The Amory Wars.
Según Josh Eppard, batería original de Coheed and Cambria, Claudio también tiene "un proyecto paralelo de hip hop que nadie escuchará nunca". Lo que sí es cierto es que Claudio participó en Fire Deuce, proyecto de otro miembro de la banda, Travis Stever.
Claudio ha hecho presentaciones donde hace un amplio remix de sus canciones los últimos 2 años, como Elf Tower New Mexico de la época de Shabütie en los show del Neverender. Además ha declarado que se encuentra escribiendo nuevo material para un nuevo álbum, como prueba, Coheed and Cambria develó una nueva canción, probablemente del nuevo álbum, titulada "Iron Fist" de manera acústica.

## Guitarras
- Gibson Explorer E3 con pastillas EMG 81/85
- Gibson Explorer reedición del '76 en blanco clásico con pastillas EMG 81/85, cejuela de grafito y afinadores Schaller
- Fender MIJ Stratocaster
- Fender JazzMaster
- Gibson EDS-1275 Doubleneck SG en blanco alpino
- Gibson EDS-1275 Doubleneck SG en rojo cereza
- Gibson Explorer reedición del '76 en blanco clásico
- Gibson Explorer reedición del '76 en negro con pastillas EMG 81/85
- Gibson Explorer reedición del '76 en rojo cereza
- Minarik Medusa Custom en rojo cereza
- Minarik Medusa Custom en blanco alpino
- Gibson Les Paul Studio en blanco alpino
- Gibson '67 Flying V en blanco clásico
- Gibson SG Special en blanco clásico con hardware cromado
- Taylor T5 Custom Electroacústica
- Taylor 814-CE Electroacústica
- Ovation S771 Balladeer Special Electroacústica

## Amplificadores
- Bogner Uberschall 100W Head
- Mesa/Boogie Triple Rectifier 150W
- '74 GRO100 Orange Head
- Mesa/Boogie Rect-o-verb 50W Combo Amp
- VOX AC30CC2X Combo Amp
- Fender '65 Twin Reverb Combo Amplifier
- Orange OR50

## Pedales
- Boss LS-2 Line Selector
- Boss NS-2
- Boss RC-20XL
- Boss RT-20
- Boss SD-1
- VooDoo Lab Sparkle Drive
- Morley Bad Horsie 2 Wah
- Dunlop 535Q CryBaby Wah
- DigiTech Whammy Pedal
- Line 6 DL-4
- Line 6 FM-4
- Ernie Ball VP Junior Passive Volume Pedal
- Boss TU-2
- Electro Harmonix Holy Grail
- Theremin
- Voodoo Lab Ground Control

- Datos: Q18593
- Multimedia: Claudio Sanchez / Q18593